# النهج التاريخي المباشر
النهج التاريخي المباشر لعلم الآثار (بالإنجليزية: The direct historical approach). منهجية طورها ويليام دنكن سترونغ وآخرون في الولايات المتحدة الأمريكية خلال عشرينيات وثلاثينيات القرن الماضي، إذ جادلوا بأن المعرفة المتعلقة بالفترات التاريخية تمتد إلى الأزمنة السابقة. تتضمن هذه المنهجية أخذ موقع أثري يحتوي على روايات تاريخية تتعلق بفترات احتلال قريبة ثم التنقيب فيه لإثبات استمراريته في عصور ما قبل التاريخ. تصبح البيانات التاريخية إذن أساس التمثيل والتنادد لدراسة مجتمعات ما قبل التاريخ في كل من الموقع المعين والمواقع الأخرى في المنطقة. تكمن المشكلة الرئيسية في هذا النهج في أنه في أجزاء كثيرة من العالم لا توجد استمرارية مباشرة بين المجتمعات الموثقة تاريخيًا وشاغلي المنطقة في عصور ما قبل التاريخ.

## خلفية
في القرن التاسع عشر، كان يُنظر إلى السجل الأثري للأمريكتين على أنه امتداد لماضي السجل الإثنوغرافي الموثق. كان يُنظر إلى السلوكيات البشرية في الماضي الأثري على أنها متطابقة تقريبًا مع تلك الموصوفة إثنوغرافيًا، وبالتالي، يمكن دراستها بعد تدريب بسيط في علم الآثار. نتج عن هذا الرأي بالتحديد التطور والاستخدام المنتظم لما أصبح يعرف بالنهج التاريخي المباشر.
كان يُنظر إلى رولاند بي. ديكسون على أنه من أوائل المؤيدين لهذا النهج. قال في خطابه الرئاسي أمام الجمعية الأنثروبولوجية الأمريكية: «من المنطقي أن يبدأ المرء في استقصاء [عدد من المواقع ذات الانتماء الإثني المعروف]، والعمل رجوعًا منها إلى الخلف»، لأنه «فقط من خلال المعروف يمكننا فهم المجهول، وفقط من خلال دراسة الحاضر يمكننا فهم الماضي». سترونغ، الذي نُسب لاحقًا إلى هذه المنهجية المعينة، جادل بأن ديكسون حدد إجراءات النهج التاريخي المباشر. تابع سترونغ في وقت لاحق ليقول إنه «بمجرد تحديد المعايير الأثرية لثقافة [موثقة تاريخيًا]، يمكن حينئذٍ الانتقال من المعروف والتاريخي إلى المجهول وما قبل التاريخ».
من الغريب أن النهج التاريخي المباشر نادرًا ما يظهر في تاريخ الأنثروبولوجيا الأمريكية. وبالمثل، يشير عدد قليل جدًا من النصوص إلى أن النهج التاريخي المباشر استخدم لثلاثة أغراض مختلفة. في علم الآثار الأمريكي، تمثلت هذه الأغراض بـ : (1) تحديد الارتباط الثقافي لظاهرة أثرية؛ (2) وضع تسلسل زمني نسبي للمواد الأثرية؛ (3) فهم السلوكيات البشرية التي كان يعتقد أنها أنتجت أجزاء معينة من السجل الأثري.

## النهج التاريخي المباشر كأداة تعريف ثقافية
بعد ذروة النهج التاريخي المباشر، كتب ويلي عن استخدامه كوسيلة لإسناد هوية إثنية للظواهر الأثرية. وأوضح أنه: «عبر سلسلة من الفترات المتعاقبة، ارتبطت ثقافات ما قبل التاريخ بسلالات ما قبل تاريخية وسلالات تاريخية وأخرى حديثة. هذا النوع من الدراسة، الذي يطلق عليه أحيانًا «النهج التاريخي المباشر»، له أساس نظري في الاستمرارية الثقافية. بدءًا من مواقع الاستيطان المعروفة والموثقة، حُددت بعض التجمعات الثقافية ورُبطت بجماعات قَبلية معينة. ثم جرى البحث عن التجمعات الأثرية السابقة التي لم تكن شديدة الاختلاف عن تلك التجمعات التاريخية المعروفة، أُجريت العملية بالرجوع خلفًا في الزمن... إن خلق استمرارية ما قبل تاريخية-تاريخية ينطوي على أهمية قصوى كنقطة انطلاق لمزيد من التفسير الأثري، وإلى جانب دراسات التسلسل الزمني العامة والدراسات التوزيعية، فهي إحدى المشكلات التاريخية الأساسية التي تواجه عالم الآثار الأمريكي».
أكثرها شهرة كان استخدام سايروس توماس لمنطق النهج التاريخي المباشر لإثبات أن العديد من أعمال الحفر المنتشرة عبر الأجزاء الشرقية والغربية الوسطى من أمريكا (أكوام) نتجت بفعل أسلاف جينية وثقافية مباشرة للمجموعات الإثنية الموثقة تاريخيًا (الشعوب الأصلية في الأمريكتين).